# Bulbophyllum wendlandianum
Bulbophyllum wendlandianum är en orkidéart som först beskrevs av Friedrich Fritz Wilhelm Ludwig Kraenzlin, och fick sitt nu gällande namn av Carl Lebrecht Udo Dammer. Bulbophyllum wendlandianum ingår i släktet Bulbophyllum och familjen orkidéer. Inga underarter finns listade i Catalogue of Life.

## Bildgalleri

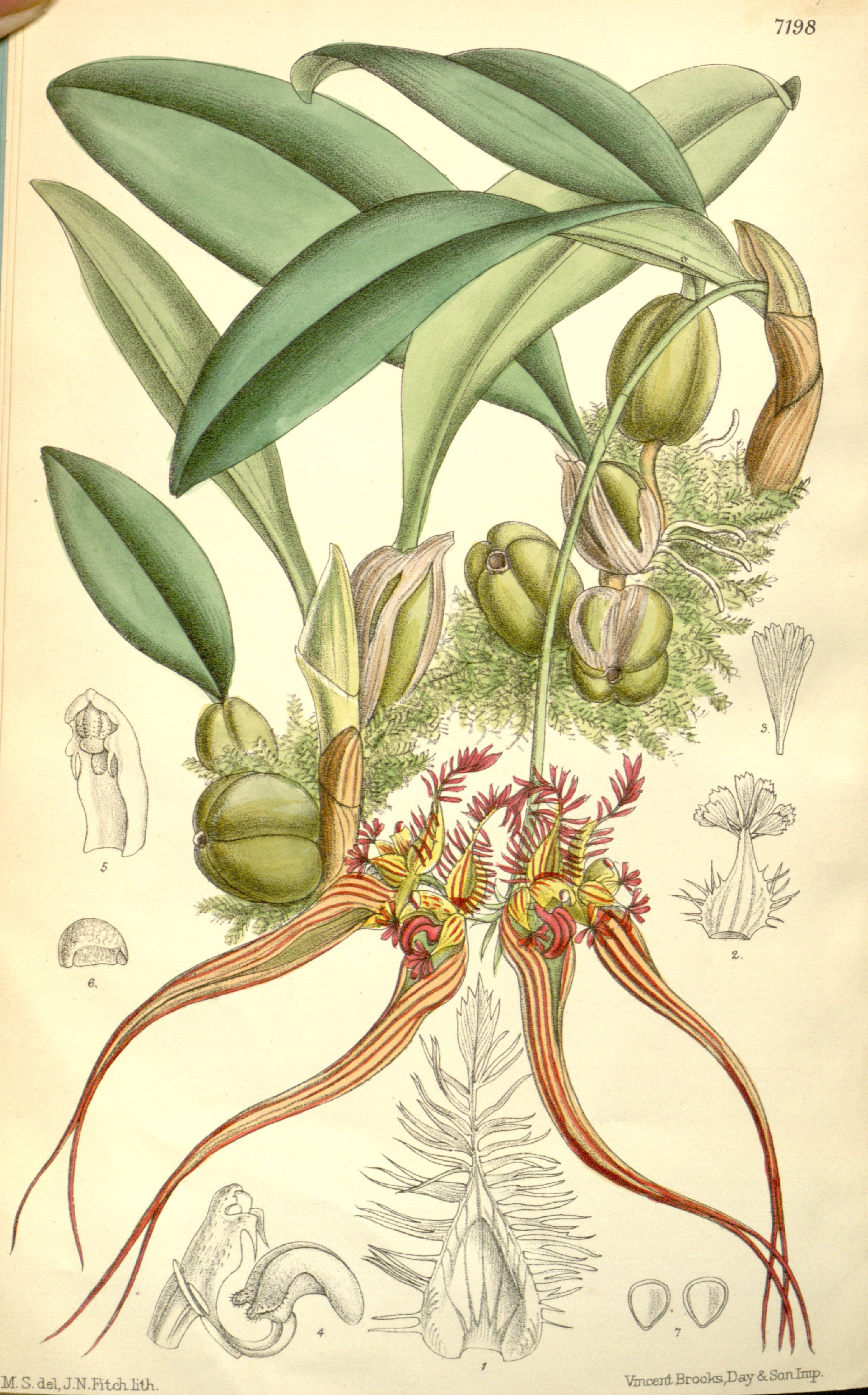
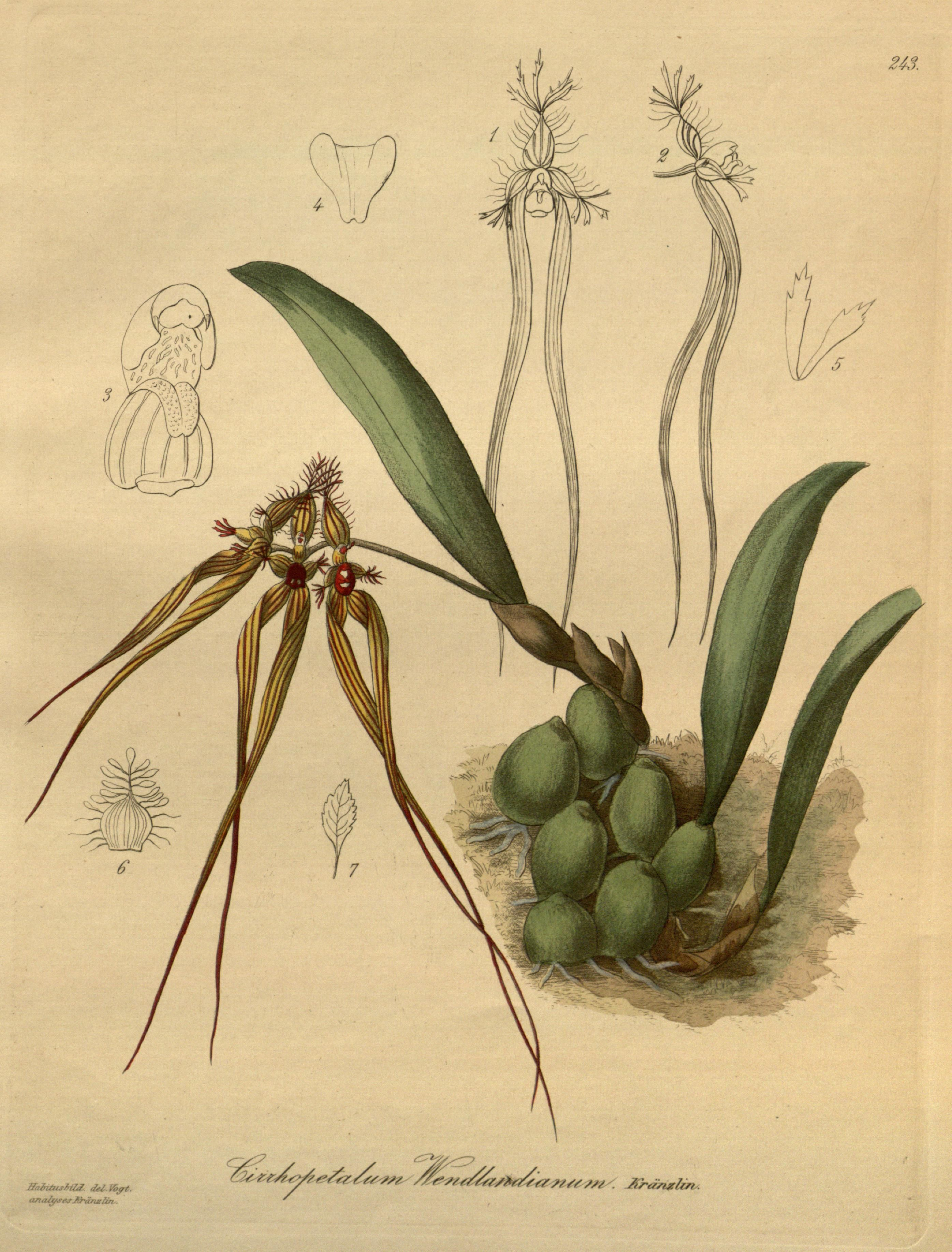